# Balduinstein
Balduinstein ist eine Ortsgemeinde im Rhein-Lahn-Kreis in Rheinland-Pfalz.  Sie gehört der Verbandsgemeinde Diez an.

## Geografie
Balduinstein liegt an der unteren Lahn im Naturpark Nassau.
Nachbargemeinden von Balduinstein sind Birlenbach, Cramberg, Dörnberg, Fachingen, Geilnau, Holzheim, Laurenburg und Wasenbach.
Die Gemeinde besteht aus den Ortsteilen Balduinstein, Schaumburg und Hausen über Balduinstein.
Weiterhin gehören zu Balduinstein die Wohnplätze Am Stollen und Talhof.

## Geschichte

### Balduinstein

Bannerflagge der Ortsgemeinde Balduinstein

Der Ortsname geht auf den Erzbischof Balduin von Trier zurück, der im Jahr 1319 mit dem Bau der Burg Balduinstein unterhalb der Schaumburg auf Westerburger Gebiet begann und im Folgejahr Grund und Boden erwarb. Das Stadtrecht wurde im Jahr 1321 von Kaiser Ludwig dem Bayern verliehen. Die Verleihung der Stadtrechte ging einher mit der Gründung der Stadt durch Balduin, eine Stadtmauer wurde 1429 gebaut. Balduin erhob die Siedlung zum Amt und übergab es 1335 dem Ritter Dietrich von Staffel.
Nach mehreren Ausbauphasen der Burg im 14. und 15. Jahrhundert unter den Staffelern begann in der Mitte des 17. Jahrhunderts der Verfall. Nach dem Ende des Dreißigjährigen Krieges im Jahr 1648 erteilte der Kurfürst von Trier 1665 die Abbruchgenehmigung; im Jahr 1680 standen dann nur noch die Mauern. Hunger und Pest ließen die Einwohnerzahl Balduinsteins von 40 auf 8 Familien schwinden. Die ersten Anordnungen der Verhütung eines Brandes im Zusammenhang mit häuslichen Feuerstätten in Textform im Kurfürstentum Trier vom 9. Mai 1721 führten auch in Balduinstein zu erheblichen Verbesserungen der Bauweise der Gebäude. Ab 1806 war der Ort Teil des Herzogtums Nassau, das im September 1866 von Preußen annektiert wurde. Seit August 1946 ist Balduinstein Teil des Landes Rheinland-Pfalz.
Um das Jahr 1660 begann in Balduinstein der Abbau von Brauneisensteinvorkommen, später die Gewinnung von Lahnmarmor. Der Eisenerzabbau wurde im Jahr 1875, der Marmorabbau 1927, beendet.
Seit 1974 werden die auf dem Gelände der Burg gelegene Villa aus dem 19. Jahrhundert und ihre Nebengebäude als „Jugendburg Balduinstein“ genutzt.
Die Einwohnerschaft entwickelte sich im 19. und 20. Jahrhundert wie folgt: 1843: 466 Einwohner, 1927: 493 Einwohner, 1964: 667 Einwohner.

Gemeindewappen von Schaumburg

### Ortsteile Schaumburg und Hausen
Die Schaumburg geht etwa auf das Jahr 915 zurück. Erzherzog Stefan von Österreich erhob die Schaumburg im Jahr 1848 zu seinem Wohnsitz. Das Schloss wurde zum Adelstreffpunkt und später zum beliebten Ausflugsziel. Wittekind zu Waldeck und Pyrmont musste die Burg 1985 verkaufen. Im Jahr 1990 war die Gemeinde Schaumburg mit sieben Einwohnern die kleinste Gemeinde in Rheinland-Pfalz. Am 1. Juli 1991 erfolgte dann der Zusammenschluss der Gemeinde Schaumburg mit zu diesem Zeitpunkt gerade einmal zwei Einwohnern mit der Gemeinde Balduinstein. Die Einwohnerschaft des Orts Schaumburg entwickelte sich im 19. und 20. Jahrhundert wie folgt: 1843: 69 Einwohner, 1927: 44 Einwohner, 1964: 52 Einwohner.

Der Ortsteil Hausen über Balduinstein wurde im Jahr 1446 erstmals urkundlich erwähnt.

## Religion
Die römisch-katholische Kirche St. Bartholomäus in Balduinstein gehört zur Pfarrei St. Christophorus Diezer Land. Diese ist dem Bezirk Limburg im Bistum Limburg eingegliedert. Die Katholiken von Balduinstein pilgern seit vielen Jahrzehnten zur Wallfahrtskapelle Maria Hilf in Beselich und geben dort ihren Glauben kund.
Auf evangelischer Seite ist der Ort der Kirchengemeinde Cramberg im Dekanat Nassauer Land in der Propstei Rheinhessen-Nassauer Land der Evangelischen Kirche in Hessen und Nassau (EKHN) zugehörig.
Jüdische Einwohner gab es in Balduinstein seit dem Mittelalter. Im Jahr 1319 wurden Juden durch den Erzbischof Balduin von Trier angesiedelt.
Im Jahr 1721 wird erstmals ein jüdischer Friedhof erwähnt. Der Jüdische Friedhof Balduinstein befindet sich auf der Gemarkung des Ortsteils Hausen.
Ab etwa 1830 gehören die jüdischen Einwohner zur Kultusgemeinde in Diez. 1843 wird mit 20 Personen die Höchstzahl von jüdischen Gläubigen in Balduinstein erreicht.

## Politik

### Gemeinderat
Der Gemeinderat in Balduinstein besteht aus zwölf Ratsmitgliedern, die bei der Kommunalwahl am 9. Juni 2024 in einer Mehrheitswahl gewählt wurden, und dem ehrenamtlichen Ortsbürgermeister als Vorsitzendem.

### Bürgermeister
Frank Bindewald (Wählergruppe Bindewald) wurde am 1. Juli 2024 Ortsbürgermeister von Balduinstein. Bei der Direktwahl am 9. Juni 2024 war er mit 73,8 % der Stimmen ohne Gegenkandidat für fünf Jahre gewählt worden.
Bindewalds Vorgängerin Maria-Theresia Schmidt (parteiunabhängig) hatte das Amt 2014 übernommen und trat nach einer Wiederwahl 2019 bei der Kommunalwahl 2024 nicht mehr an.

## Kultur und Sehenswürdigkeiten

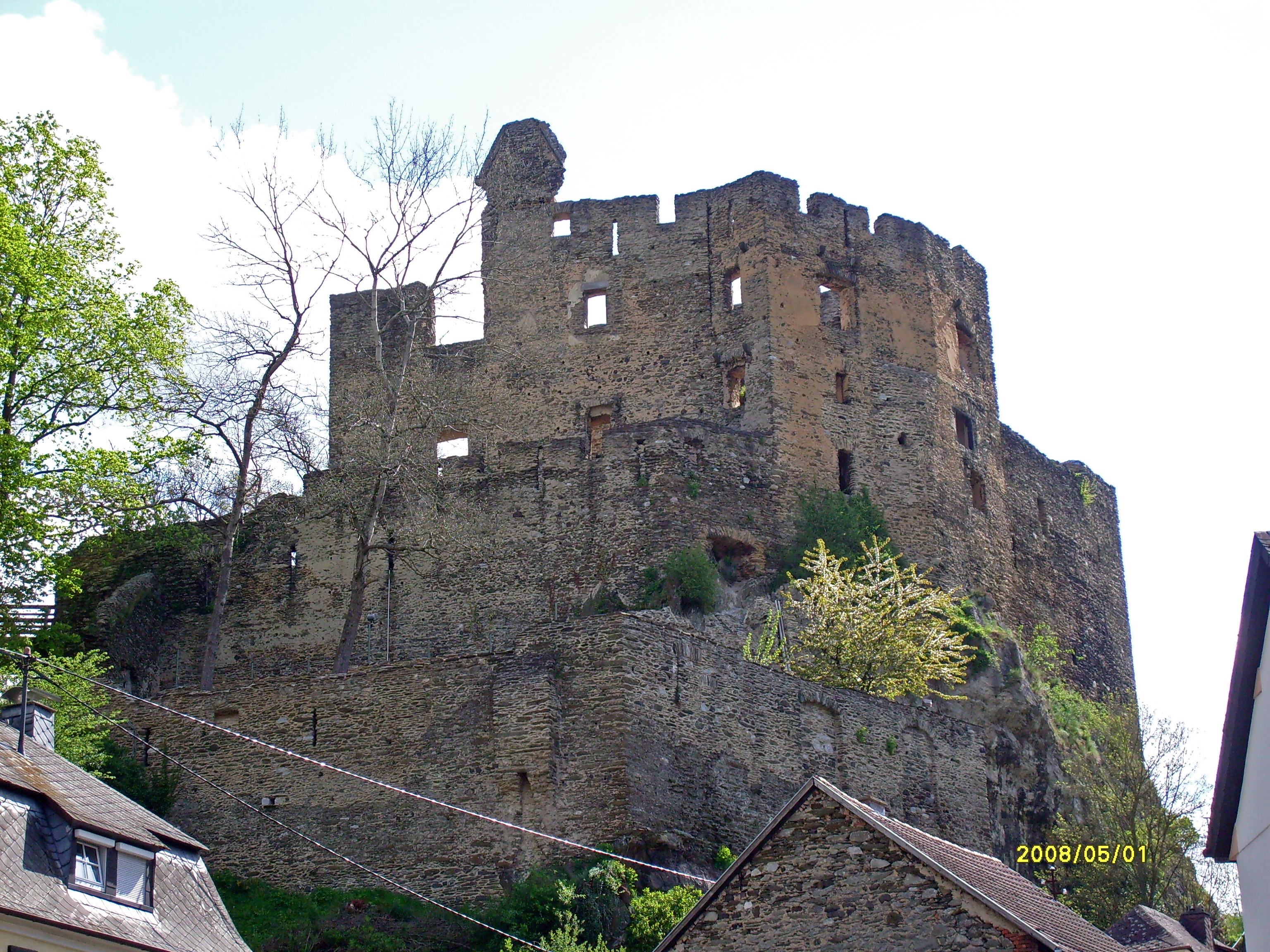
Burg Balduinstein

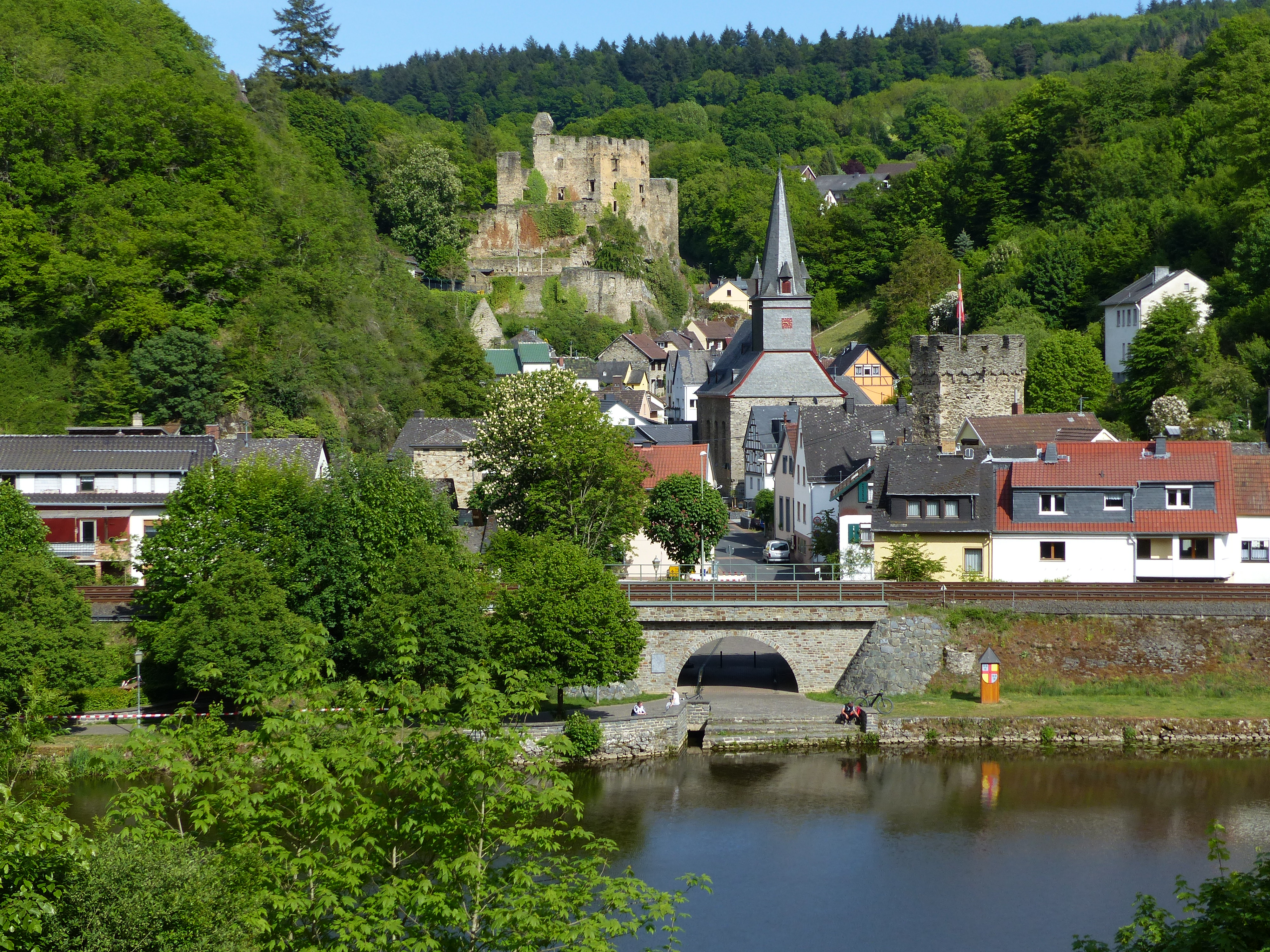
Balduinstein an der Lahn

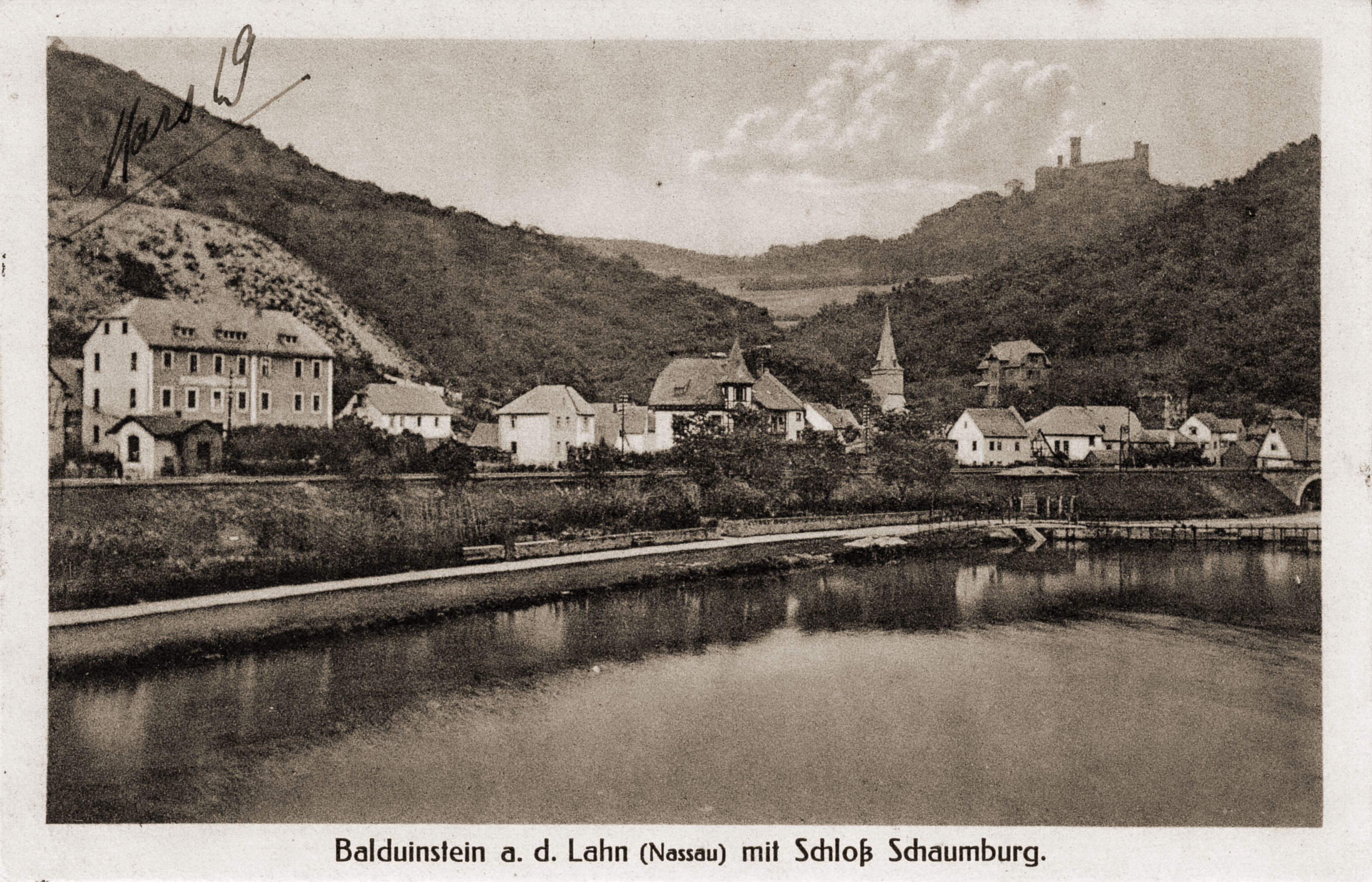
Balduinstein und Schloss Schaumburg, 1917

Das südlich gelegene Schloss Schaumburg geht vermutlich auf das Jahr 915 zurück. Die erste Urkunde stammt aus dem Jahr 1197. Das Eigentum der Burg ging von der Familie Emicho von Leiningen an die Grafen zu Westerburg-Leiningen über und 1656 an die Witwe des Reichsgrafen Peter Melander von Holzappel. Durch Heirat ging sie 1812 an das Haus Habsburg-Lothringen.
Erzherzog Stephan von Österreich machte sie 1848 zu seinem Wohnsitz und baute die Schlossanlage 1850 im Stile englischer Neugotik aus.
Das Schloss ist eine Dreiflügelanlage auf einem Berggipfel. Sein heutiges Aussehen hat es beim Ausbau von 1850 bis 1855 erhalten und ist nach dem Ideal der Rheinromantik konzipiert. Das Schloss wird von einem länglichen dreigeschossigen Palas mit oktogonalen Ecktürmen aus Basalt beherrscht.
Der nahe an der Lahn gelegene achteckige Port-Turm ist ein markantes Bauwerk in Balduinstein.
Die Lahnbrücke in Balduinstein war die erste Spannbetonbrücke, die im Freivorbau errichtet wurde. Sie ersetzte 1951 eine im Zweiten Weltkrieg zerstörte Brücke über die Lahn.
Siehe auch
- Liste der Kulturdenkmäler in Balduinstein
- Liste der Naturdenkmale in Balduinstein

## Verkehr

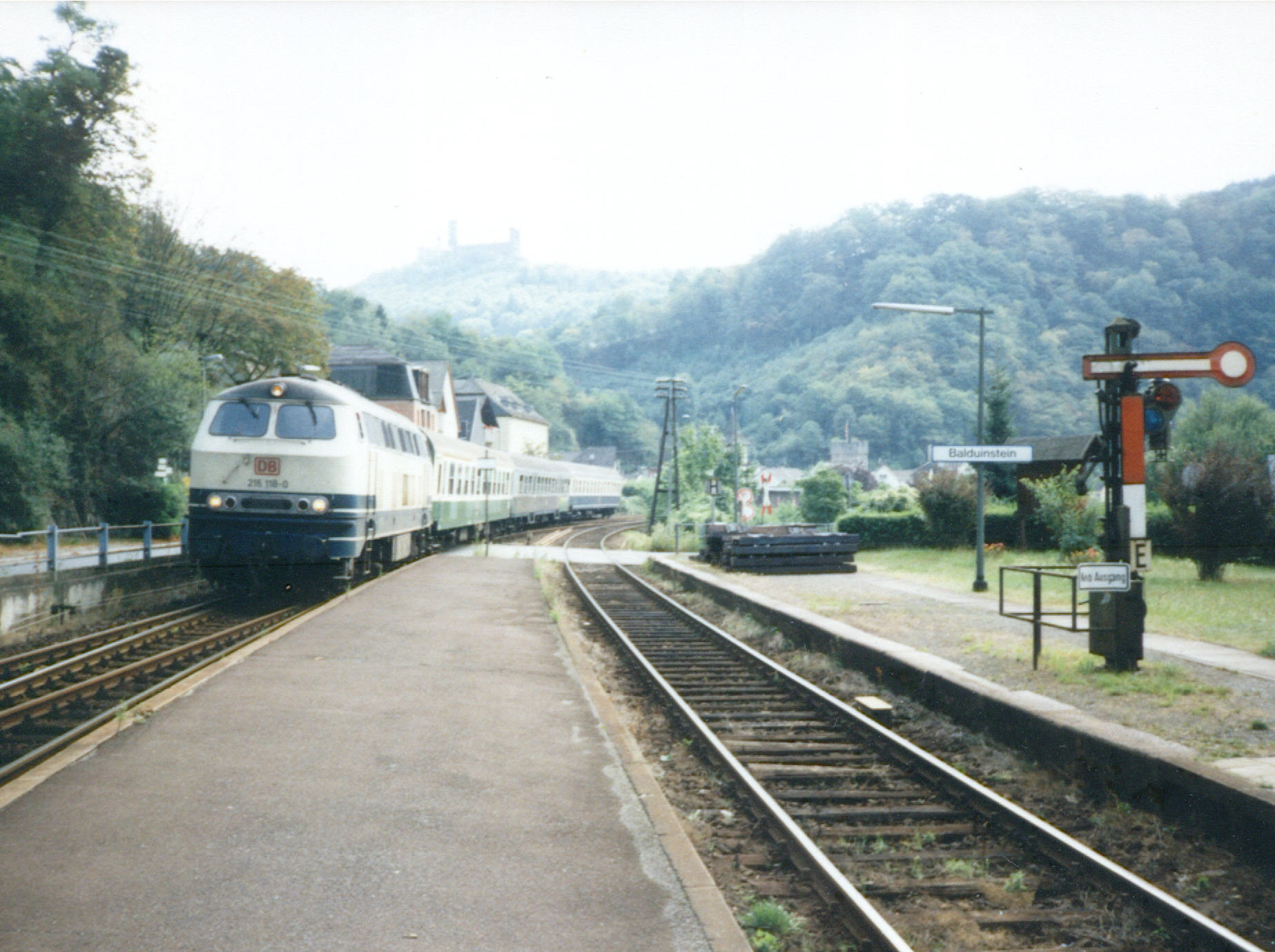
Der Bahnhof Balduinstein

Im Jahr 1862 erhielt Balduinstein den gleichnamigen Bahnhof an der Lahntalbahn. Das Stellwerk Ost wird durch den Verein „Arbeitsgemeinschaft Mechanische Stellwerke e. V.“ saniert und soll erhalten bleiben.
Balduinstein wird durch die Regionalzüge der Linie RB 23, (Limburg–Diez–Bad Ems–Koblenz–Andernach–Mendig–Mayen Ost), welche durch die Deutsche Bahn unter dem Namen Lahn-Eifel-Bahn verkehren, nach dem Rheinland-Pfalz-Takt täglich im Stundenrhythmus bedient. Es gilt der Tarif des VRM.

## Historische Obstsorten
Mit der Balduinsteiner Kinderbirne wurde auch eine Obstsorte nach dem Ort benannt. Sie wurde erstmals von dem Pomologen Adrian Diel (1756–1839) aus dem benachbarten Diez im Jahr 1806 beschrieben. Im 19. Jahrhundert fand sie überregionale Verbreitung. Heute ist diese Sorte verschollen. Aus Balduinstein stammt auch eine weitere von Diel im Jahr 1800 beschriebene Obstsorte, der ebenfalls verschollene Pastorapfel: „Ich erhielt diese Sorte von Balduinstein an der Lahn. Eine Burg, die schon Jahrhunderte keine Bewohner mehr hat.“

## Persönlichkeiten
- Mutter Meera (* 1960), indische Avatarin